# The Cheesecake Factory
The Cheesecake Factory, Inc. é uma distribuidora de cheesecake somente nos Estados Unidos. É também uma empresa de restaurante. A empresa opera o jantar de 165 restaurantes The Cheesecake Factory. Seus principais locais fica na Califórnia. 
A empresa usada para operar um self-service, limitando o menu também para Fast Food.
David M. Overton, fundador da empresa, abriu o primeiro restaurante Cheesecake em Beverly Hills, Califórnia em 1978. O restaurante estabelece o menu principal de grandes porções de Cheesecake.

## História do The Cheesecake Factory

### História
The Cheesecake Factory foi fundada por Oscar e Evelyn Overton. Evelyn primeiro decidiu abrir um negócio depois de fazer um cheesecake para um empregador do seu marido em 1949. Evelyn abriu uma pequena loja de cheesecake em Detroit, 1950, mas depois deu-se a fim de elevar a empresa. Ela continuou a fornecer bolos de vários restaurantes locais, no entanto, através de uma cozinha em seu porão. Em 1972, Oscar e Evelyn Overton mudou-se para o Woodland Hills, Los Angeles, onde eles abriram uma padaria onde serviam produtos como se você um atacado, em que eles produziram cheesecakes e outras sobremesas para restaurantes.

### Califórnia
Em 1978, o filho de Evelyn David Overton abriu um pequeno restaurante de salada e sanduíche em Beverly Hills, que vendeu 10 variedades diferentes de cheesecakes em seu menu de uma página.

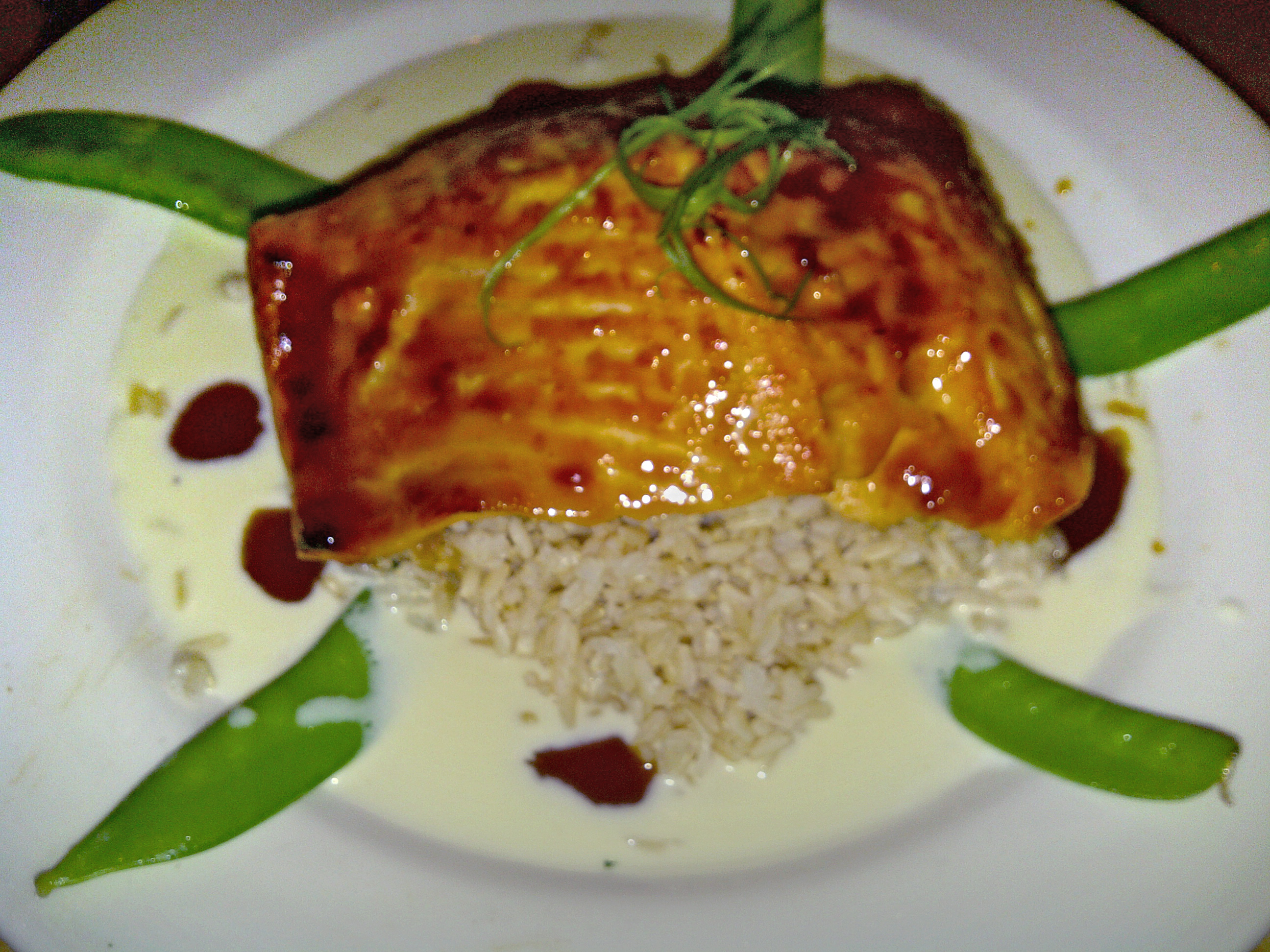
Salmão frito típico do The Cheesecake Factory

Em 1983, os Overtons abriu um segundo restaurante em Marina del Rey. Em 1987, o pequeno restaurante de Beverly Hills se expandiu em um restaurante de 78 lugares e estava experimentando um grande sucesso financeiro. Isto levou à abertura de um terceiro local maior em Redondo Beach, Califórnia, que acabou sendo renovado com trezentos lugares, 21 mil metros quadrados de localização. Até o final da década de 1980,o  menu de uma página The Cheesecake Factory havia se expandido e o restaurante oferece comidas de fast-food.

### Expansão na Califórnia
Na década de 1990 foi aberta a primeira fábrica de Cheesecake do lado de fora de Southern California. O novo restaurante foi localizado em Washington, DC. The Cheesecake Factory foi incorporada, em 1992, e se tornou pública em Setembro de 1993. David Overton planejou abrir 3-4 unidades à ano com esperanças de gerar 25% de aumento em um ano de vendas.
A empresa começou a mudar o menu duas vezes por ano e acrescentou novas comidas, incluindo carnes e frutos do mar, bem como pratos vegetarianos. A empresa continuou a abrir novos restaurantes, e em 1995, se fundou o 11º restaurante nos Estados Unidos. A partir de abril de 2013, a Fábrica do The Cheesecake Factory opera 162 restaurantes em 36 estados.

### Expansão internacional
Em 25 de janeiro de 2011, a empresa expandiu-se para o Oriente Médio em parceria com uma empresa chamada Kuwait. O restaurante ficou com trezentos lugares abertos em 16 de agosto de 2012, em Dubai. Este é o primeiro local de The Cheesecake Factory fora dos Estados Unidos.
Em 4 de março de 2013, o Cheesecake Factory Inc. tem quatro restaurantes que operam no Oriente Médio, sendo um localizado no Dubai e outro em Emirados Árabes, o terceiro em Kuwait, e o quarto em Beirute.

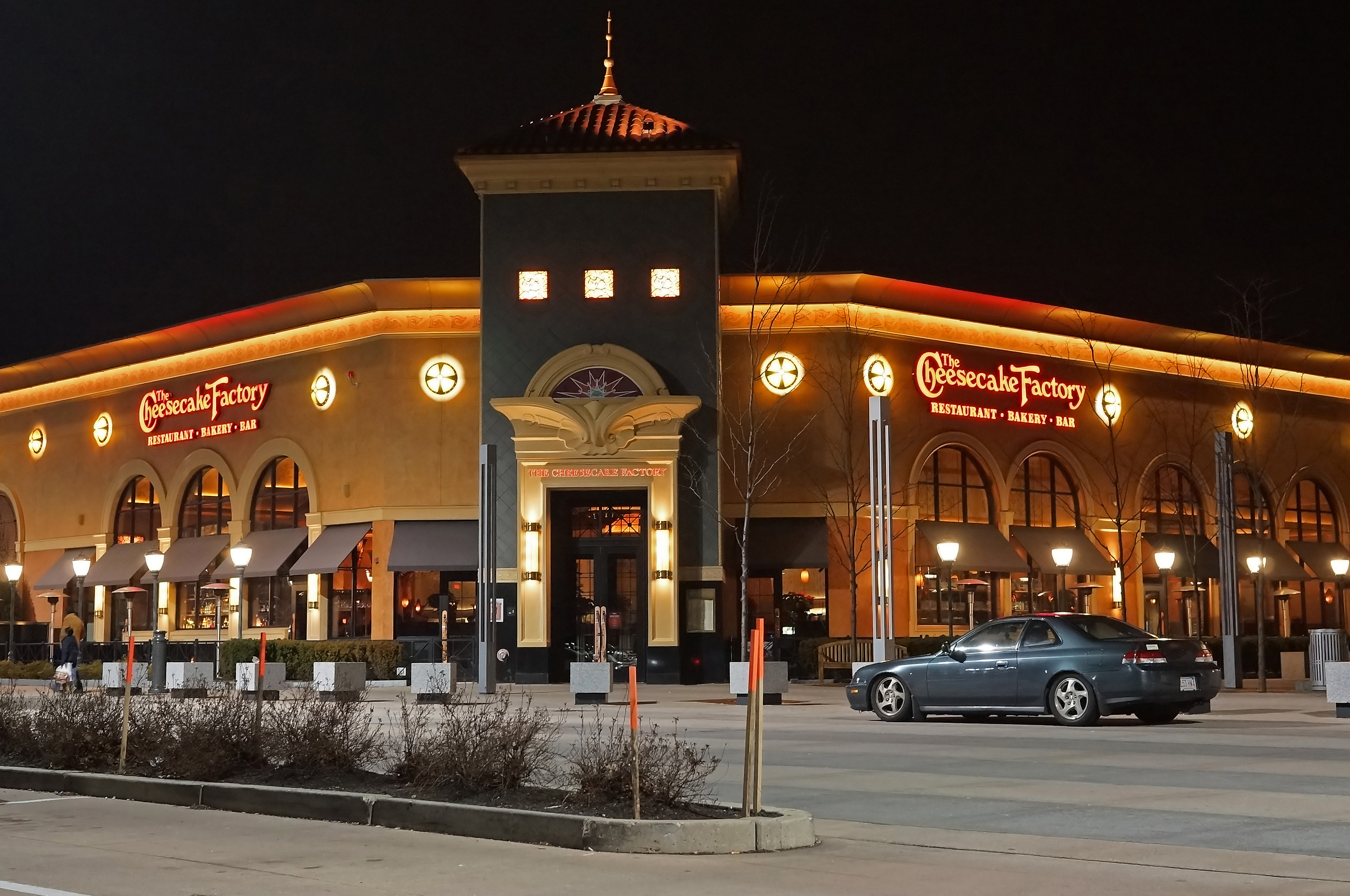
Restaurante do Cheesecake Factory em Massachusetts

## Outros restaurantes
The Cheesecake Factory Bakery Cafe opera duas instalações de produção de panificação, e licencia dois menus baseados em padaria. Esta divisão opera na América do Norte, Europa, Ásia e o Oriente Médio.
Grand Lux Cafe David Overton projetou o Grand Lux Cafe, um restaurante para Las Vegas, em hotel. O restaurante é modelado com estilos italianos, franceses e austríacos. O Cafe oferece, além de comida americana em um estilo europeu, comida tailandesa, comida Malasiana, comida da Arabia, entre outros.
RockSugar Pan Asian Kitchen é um restaurante contemporâneo que foi inaugurado em 19 de junho de 2008, em Los Angeles. David Overton excluio pratos chineses e japoneses do menu, já que estes são servidos no Grand Lux e no The Cheesecake Factory.

## Controvérsias
The Cheesecake Factory tem sido criticado por sua forte promoção de grandes porções de alto teor calórico e de alimentos ricos em gordura, e uma correspondente a falta de opções de menu que seja saudável. Por estas razões, ele foi apelidado de "o pior restaurante da família na América" em 2010 por uma revista americana de saúde. O sanduíche desse restaurante contém em média 1.400 calorias.
Em 2013, o Centro de Ciência no Interesse Público descobriu que um prato chamado "Bistro Shrimp Pasta" tinha mais calorias do que qualquer outra comida daquele restaurante, com 89 gramas de gordura saturada. O United States Department of Agriculture e o Centro de Promoção e Política Nutricional afirma em suas orientações dietéticas que um adulto normal deve consumir cerca de 2.000 calorias e não mais do que 20 gramas de gordura saturada por dia. O relatório de 2013 também observou que o prato chamado de "Frango Crocante" no The Cheesecake Factory tem mais 2.610 calorias do que um frango frito de 12 peças.

## Popularmente
Uma versão fictícia do The Cheesecake Factory (Fábrica do Cheesecake) é usado como cenário na sitcom The Big Bang Theory. No entanto, não é visualmente parecido com a verdadeiro Cheesecake Factory. A empresa diz que "não tem qualquer tipo de acordo com o seriado", mas ficam "muito agradecidos que o The Cheesecake Factory é apresentado em um seriado tão engraçado e popular".